# Bremach Industrie

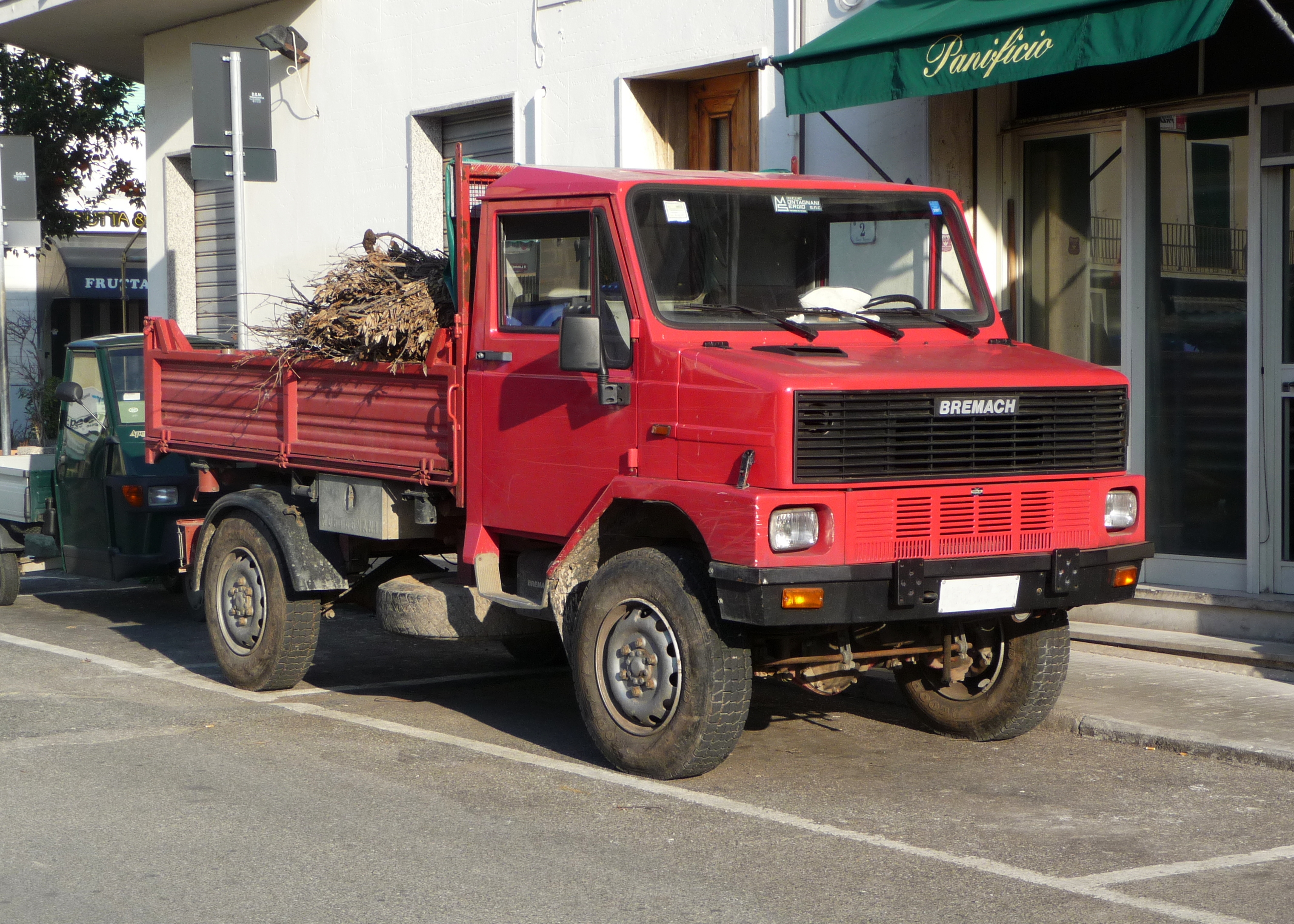
Bremach GR

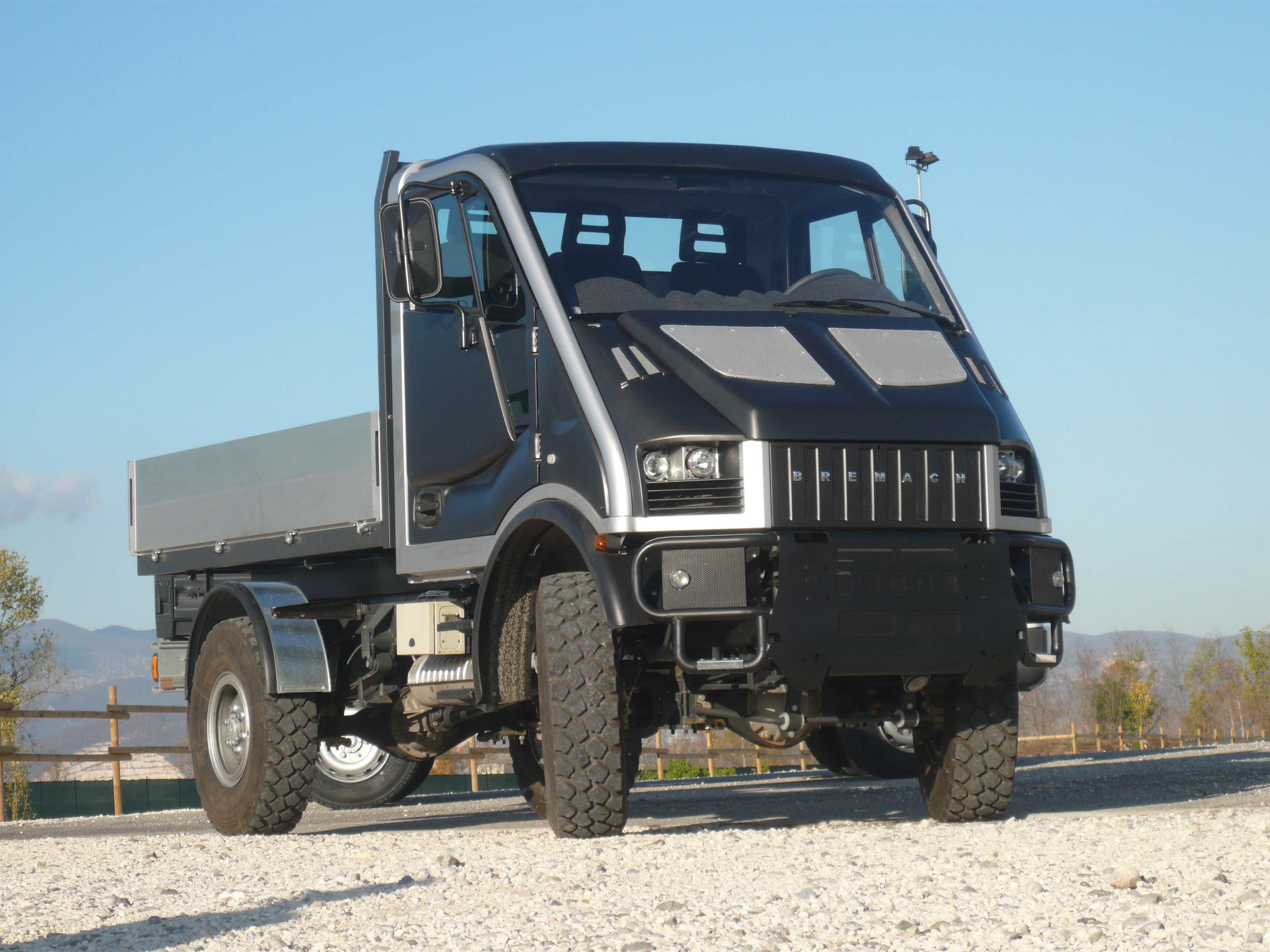
Bremach T-Rex

Bremach Industrie s.r.l. – dawny włoski producent samochodów dostawczo-terenowych i ciężarowych z siedzibą w Castenedolo działający w latach 1956–2018.

## Historia
W 1956 roku powstała firma, produkująca od 1971 roku tradycyjne skrzynkowe "włoskie unimogi" z montowanymi z przodu silnikami diesel i turbodiesel produkcji Iveco i prostokątną atrapą. Do dziś wyprodukowano 10000 wozów, w tym 2500 sztuk pierwszej serii GR, 2800 sztuk serii GR i NGR. Około 2000 roku zaczęto wytwarzać model Brio - pojazd o bardziej opływowych kształtach, na zmianę z wersją 4x4 Brick, terenowym wariantem Extreme i drogowym Brio o nowoczesnej konstrukcji. Około 240 ich wariantów obejmuje podwozia, ciężarówki, mikrobusy (do 11 osób), oraz pojazdy skrzyniowe do ciężkich zadań z napędem 4x4 i 4x2. Ich ładowność waha się w granicach 1,4-2,8t.
W 2011 Bremach wdrożył do produkcji swój ostatni nowy model w postaci terenowej ciężarówki oferowanej w trzech wariantach napędowych: spalinowym, hybrydowym oraz w pełni elektrycznym. W kolejnych latach włoskie przedsiębiorstwo znalazło się w systematycznie pogarszającej się sytuacji finansowej, w 2015 roku ogłaszając bankructwo. Ostatecznie 3 lata później Bremach zniknął z rynku i zakończył działalność w swojej włoskiej centrali.

### Bremach w USA
W 2010 roku działalność rozpoczął amerykański oddział Bremacha z siedzibą w stanie Nevada. Początkowo zajmował się on importem ciężarówki T-Rex, z kolei po upadku włoskiej centrali w 2018 roku uniezależnił się i stał się samodzielnym przedsiębiorstwem. W 2021 roku firma rozpoczęła w Stanach Zjednoczonych sprzedaż rosyjskich samochodów terenowych marki UAZ pod marką Bremach, kończąc ją ledwie pół roku później w marcu 2022 z powodu sankcji na rosyjski przemysł.

## Modele samochodów

### Historyczne
- GR (1971–2006)
- NGR (1983–2006)
- Brio (1990–2010)
- Job (2000–2010)
- T-Rex (2011–2018)